# 薑汁撞奶
薑汁撞奶是一種中式甜品，以薑汁凝固加糖調味的牛奶而制。制作薑汁撞奶使用的牛奶以水牛奶为佳，因为水牛奶较为浓稠，一来容易凝结，二来口感也较为香醇。目前於广州市 ，佛山市，中山市，珠海市，澳門，香港等地均有供應的餐廳，也有冲滾水的即食產品出售。

## 原理
薑含有凝乳酶，能與牛奶內的蛋白質發生化學反應。牛奶內的一種蛋白質由可溶的狀態轉成不可溶的狀態，使牛奶凝固。

## 製法
把牛奶加熱至大約70-80度時（開始產泡泡時大約60度）把牛奶晃一晃，加入適量的糖，再加入薑汁，姜汁对牛奶的比例是1:10（需於牛奶大約75度加入，太熱/太凍會失敗），大約2-4分鐘即成。